# Franz Köck (Maler)

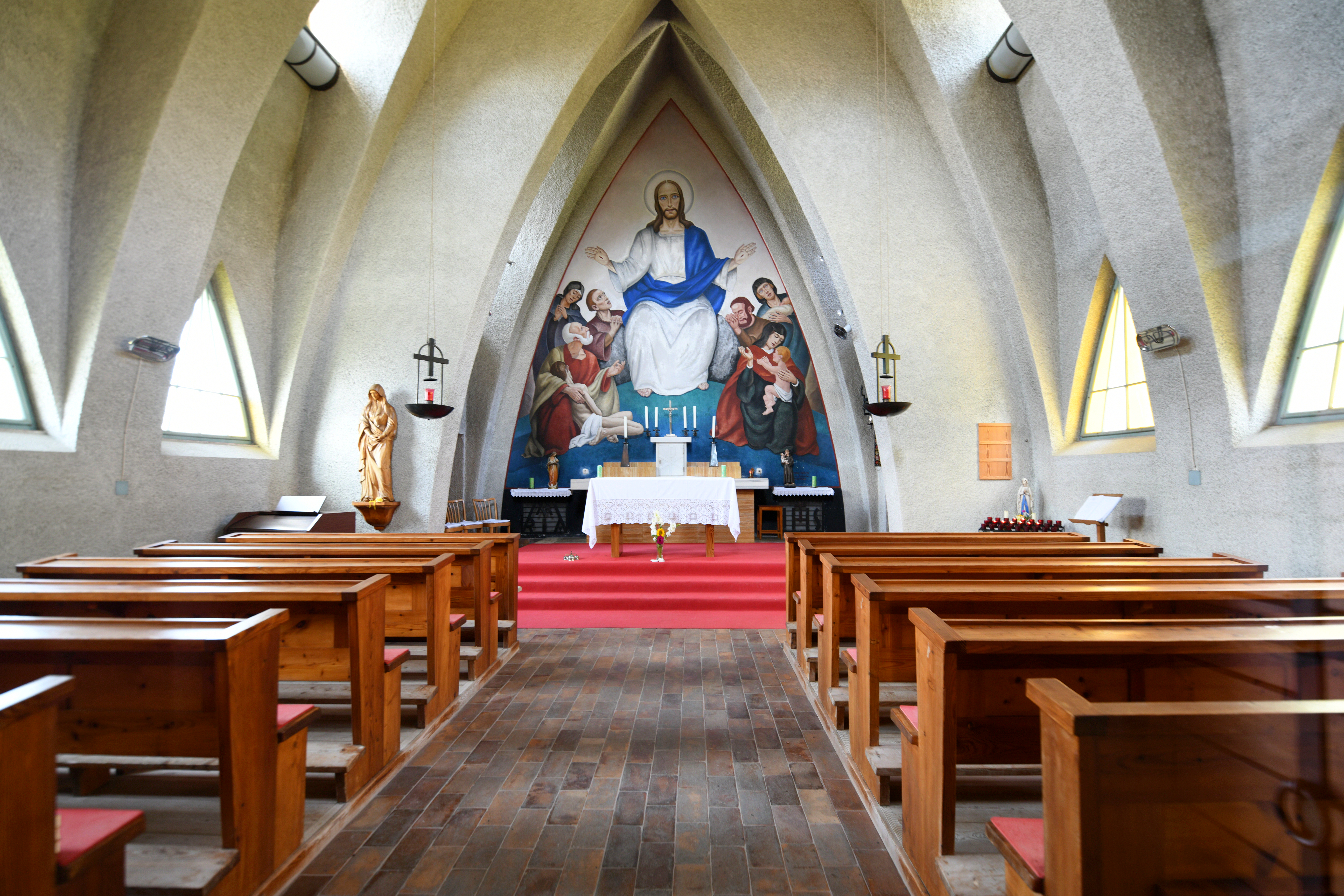
Messkapelle zum Hl. Erlöser, Stolzalpe mit einem Fresco von Franz Köck

Franz Köck (* 4. Juli 1886 in Graz; † 15. Januar 1975 ebenda) war ein österreichischer Historien-, Landschafts- und Porträtmaler sowie Freskant.
Franz Köck studierte an der Landeskunstschule in Graz unter Anton Marussig, Alfred von Schrötter und Alfred Zoff.
F. Köck war in Graz und Judendorf-Straßengel tätig. 1923 erhielt er die Goldene Staatsmedaille. Zum 1. Mai 1938 trat er der NSDAP bei. Viele seiner – meist steirischen – Landschaftsbilder (in Öl oder in Ölkreide) befinden sich in privaten od. öffentlichen Sammlungen, so z. B. in der Neuen Galerie am Landesmuseum Joanneum in Graz.